# Аделијски пингвин
Аделијски пингвин (лат. Pygoscelis adeliae) врста је пингвина средње величине. 1830. године француски истраживач Жил Димон д'Ирвил их је назвао по својој супрузи, Адели.

## Распрострањеност
Аделијски пингвини насељавају цјелокупну антарктичку обалу и околна острва. Припадају једној од најсјевернијих врста птица.
Постоји 38 познатих колонија аделијских пингвина, од којих је око 5 милиона пингвина у подручју Росовог мора. Острво Рос је станиште око пола милиона аделијских пингвина. Насељавају Јужна Оркнијска острва, Јужна Шетландска острва, Буве и Јужну Џорџију и Јужна Сендвичка острва.

## Физичке особине
Аделијски пингвини порасту до око 70 cm висине и око 5,4 kg (мужјаци) односно 4,7 kg (женке) тежине по сајту „Свијет пингвина“, односно 3 до 6,5 kg по сајту „70south.com“. Имају карактеристичне бијеле „прстенове“ од перја око очију, по којима их је лако препознати. Добар дио њиховог кљуна прекрива перје које расте у његовој основи, а реп аделијског пингвина је нешто дужи од репа већине других врста пингвина.

## Размножавање
Аделијски пингвини долазе на простор размножавања у октобру. Мужјаци дозивају женке гргутањем за којим слиједи јак крик.
Гнијезда граде тако што ногама ископају мале рупе у земљи, и около посаде обло камење које накупе из околине. Понекад, у борби за простор гдје ће се размножавати, женке аделијских пингвина краду камење са других гнијезда и од њих граде своја.
Кад направе гнијезда, женке носе по два смеђе-зелена јајета. Оба родитеља тада грију јаја наизмјенично. Док један родитељ грије јаје, други иде по храну и обрнуто. Родитељ који тренутно грије јаје не једе донијету храну. Након око 35 дана, отприлике у децембру, јаја пуцају и излазе млади. Тада је на Антарктику најтоплије, и температура износи око -2 oC. Првих седам дана родитељи грију младунце, а послије тога се младунци придружују крешеима. У марту, одрасли и њихови младунци скупа иду у лов у море.

## Исхрана
Аделијски пингвини се хране углавном крилом док одгајају младунце, и понешто глечерским лигњама и рибом. Гледано по фосилној грађи из посљедњих 38 хиљада година, ови пингвини су нагло прешли са рибе на крилове прије око 200 година. Овоме је узрок вјероватно смањење броја антарктичких крзнатих фока почев од касних 1700-их и китова у 20. вијеку. Смањење броја ових животиња је узроковало повећан број крилова, што аделијски пингвини сада користе јер их је лакше уловити него рибе.

## Утицај на културу
- Иако званична маскота Линукса, „Тукс“, званично не представља ниједну појединачну врсту пингвина, многи сматрају да највише личи на аделијске пингвине.
- Књига „Пингвини г. Попера“ из 1938. године описује причу 12 аделијскиих пингвина.
- За пингвине из цртаног филма „Мадагаскар се претпоставља да представљају аделијские пингвине.
- У цртаном филму Плес малог пингвина, главни јунак Мамбл, који је царски пингвин упознаје групицу аделијскиих пингвина кубанског нагласка.